# Teater - Fra nu af
|  | Denne artikel er oprettet af botten Steenthbot ud fra en ekstern database. Den kan derfor have sproglige fejl eller mangler. Denne skabelon kan fjernes efter kontrol af indholdet. |

Teater - Fra nu af er en dansk kortfilm instrueret af Torben Skjødt Jensen.

## Medvirkende
- Jesper Langberg